# José de Jesús Alfaro
José de Jesús Alfaro (* 1800; † 1855) war vom 11. August bis 2. November 1851 Director Supremo von Nicaragua in Granada.

## Leben
José de Jesús Alfaro war Mitglied der Partido Legitimista. Am 5. August 1851 putschte José Trinidad Muñoz Fernández und José Laureano Pineda Ugarte ging mit seinem Kabinett von Léon nach Honduras und kam am 2. November 1851 nach Nicaragua zurück. In Granada hatte José Francisco de Montenegro und am 11. August 1851 José de Jesús Alfaro das Amt des Supremo Director übernommen. In dieser Zeit reklamierten drei Personen das Amt des Director Supremo für sich: Pineda im Exil in Honduras, José Francisco del Montenegro in Granada (Nicaragua) und Justo Abaunza y Muñoz de Avilés in León (Nicaragua). Francisco Castellón Sanabria schrieb diese Vorgänge Intrigen von José Jorge Viteri y Ungo zu.
| Vorgänger                     | Amt                                                            | Nachfolger                  |
| ----------------------------- | -------------------------------------------------------------- | --------------------------- |
| José Francisco del Montenegro | Director Supremo von Nicaragua 11. August bis 2. November 1851 | José Laureano Pineda Ugarte |

| Personendaten    | Personendaten                                                      |
| ---------------- | ------------------------------------------------------------------ |
| NAME             | Alfaro, José de Jesús                                              |
| KURZBESCHREIBUNG | nicaraguanischer Politiker und 1851 Director Supremo von Nicaragua |
| GEBURTSDATUM     | 1800                                                               |
| STERBEDATUM      | 1855                                                               |